# Mario Coppens
 (février 2017).
Mario Coppens
Mario Coppens, né à Alost le 19 juin 1960, est le Président national de la Centrale générale des syndicats libéraux de Belgique (CGSLB).

## Biographie
En 1983, Mario Coppens a terminé ses études à la Vrije Universiteit Brussel (VUB). Il a décroché un diplôme de Master en droit avec une spécialisation en droit social.[réf. nécessaire]
Entre 1983 et 1985 il a travaillé comme contrôleur-adjoint au bureau d’enregistrement de Ninove. Il est entré à la CGSLB en 1986 en sa qualité de juriste avant de devenir chef du service juridique en 1989. Il occupa cette fonction jusqu’à sa nomination de directeur HRM en mars 2007.[réf. nécessaire]
Il est également l’auteur du Manuel du travailleur de la CGSLB et du Manuel de droit social.
Lors du Congrès national de la CGSLB du 24 octobre 2015, Mario Coppens fut élu pour succéder à Jan Vercamst comme Président national. En cette qualité, il participe à la concertation sociale au sein du Groupe des 10 et il occupe nombre de mandats. Ainsi, il siège au sein du Conseil national du travail (CNT), du Conseil central de l'économie (CCE) et il est président ou administrateur de diverses ASBL. Depuis le 15 mai 2017,  il a été nommé censeur à la Banque nationale de Belgique.

## Publications
- 2010 : Manuel de droit social
- 2016 : Manuel du travailleur